# نازنین افشین جم
نازنین افشین‌ جم (متولد ۲۲ فروردین ۱۳۵۸ در تهران)، خواننده، ترانه‌سرا، آهنگساز، فعال بین‌المللی حقوق بشر، مدل و بازیگر ایرانی-کانادایی است که عنوان میس ورلد کانادا و مقام دوم میس ورلد را نیز کسب کرده‌است.

## زندگی شخصی
او دختر احمد افشین جم است. وی در سال ۱۹۸۱ به همراه خانوادهٔ خود به کشور کانادا رفت. پس از پایان دبیرستان به دانشگاه بریتیش کلمبیا رفت و لیسانس خود را در رشتهٔ روابط بین‌الملل و علوم سیاسی دریافت کرد و سپس تحصیلات خود را در پاریس و انگلستان ادامه داد. او پس از پایان تحصیلات، تاکنون با صلیب سرخ و سازمان عفو بین‌الملل همکاری می‌کند.
افشین جم روز ۴ ژانویه ۲۰۱۲ در مراسمی خصوصی در مکزیک با پیتر مک‌کی، وزیر دفاع ملی وقت کانادا ازدواج کرد. آن‌ها در ۱ آوریل ۲۰۱۳، صاحب پسری به نام کیان آلکساندر شدند.

## مسابقات دختر شایسته
وی در سال ۲۰۰۳ عنوان میس ورلد کانادا و میس ورلد اسپورتس چلنج را کسب کرد و در همان سال در مسابقات میس ورلد که در شهر سانیا در کشور چین برگزار می‌شد، شرکت کرد و پس از روسانا دیویسن (نماینده ایرلند) به مقام دوم رسید.

## حقوق بشر
نازنین افشین جم از فعالان حقوق بشر در زمینه مسائل ایران است. وی در سال ۲۰۰۷ میلادی، برای آزادی دختری نوجوان و هم‌نام وی که در ایران به اعدام محکوم شده بود، کمپینی را ایجاد کرد که مورد توجه رسانه‌ها و مردم کشورهای جهان به‌خصوص کانادا قرار گرفت و در نهایت به آزادی نازنین فاتحی انجامید. وی از فعالان حقوق زنان و بشر در ایران است و از یک رفراندوم آزاد برای تعیین نوع حکومت توسط اراده مردم حمایت می‌کند. وی از یک نظام آزاد سکولار مبتنی بر اعلامیه جهانی حقوق بشر حمایت می‌کند.

## فعالیت‌ها
افشین جم یک بازیگر، خواننده و مدل بین‌المللی است. او همچنین خلبان است، گواهی پرواز با هواپیمای موتوری و گلایدر را دارد و به بالاترین درجات خلبانی غیر تجاری در کشور کانادا رسیده‌است. او به زبان‌های فارسی، انگلیسی و فرانسوی مسلط است و اسپانیایی را نیز تا حدی می‌داند. در ۲۴ آوریل ۲۰۰۷ اولین آلبوم نازنین افشین جم با نام «یک‌روزی» با موضوع سیاسی در مورد مسائل ایران و تلاش جوانان ایرانی برای کسب آزادی وارد بازار آمریکا شد. این آلبوم پانزده آهنگ و ترانه به زبان‌های انگلیسی و فارسی دارد.

## عقاید سیاسی
افشین جم در مورد حکومت جمهوری اسلامی گفته‌است این حکومت مذهبی نمی‌تواند تا آخر این‌گونه ادامه دهد. در ایران افراد زیادی سکولار هستند و می‌خواهند بین دین و سیاست جدایی باشد. در گزارشی انتقادی نسبت به بسته شدن سفارت کانادا در ایران که در تار نمای شبکه سی‌بی‌سی کانادا منتشر شده، از نازنین افشین جم به عنوان یکی از حامیان اصلی بسته شدن سفارت کانادا در ایران یاد شده‌است.